# Giai đoạn vòng loại và play-off UEFA Europa League 2019-20 (Nhóm chính)
Dưới đây là các trận đấu thuộc Nhóm chính của Giai đoạn vòng loại và play-off UEFA Europa League 2019–20.
Ngày giờ được UEFA tính theo CEST (UTC+2), (ngoại trừ được ghi chú trong ngoặc).

## Vòng sơ loại

### Tóm tắt
| Đội 1              | TTS     | Đội 2                           | Lượt đi | Lượt về |
| ------------------ | ------- | ------------------------------- | ------- | ------- |
| Progrès Niederkorn | 2–2 (a) | Cardiff Metropolitan University | 1–0     | 1–2     |
| La Fiorita         | 1–3     | Engordany                       | 0–1     | 1–2     |
| Sant Julià         | 3–6     | Europa                          | 3–2     | 0–4     |
| Ballymena United   | 2–0     | NSÍ Runavík                     | 2–0     | 0–0     |
| Prishtina          | 1–3     | St Joseph's                     | 1–1     | 0–2     |
| KÍ Klaksvík        | 9–1     | Tre Fiori                       | 5–1     | 4–0     |
| Barry Town United  | 0–4     | Cliftonville                    | 0–0     | 0–4     |

Ghi chú
1. ↑  Order of legs reversed after original draw.

### Các trận đấu
| Progrès Niederkorn | 1–0      | Cardiff Metropolitan University |
| ------------------ | -------- | ------------------------------- |
| - De Almeida 62'   | Chi tiết |                                 |

| Cardiff Metropolitan University | 2–1      | Progrès Niederkorn |
| ------------------------------- | -------- | ------------------ |
| - Lam 2' - Rees 67' (ph.đ.)     | Chi tiết | - De Almeida 73'   |

Tỷ số chung cuộc 2–2. Progrès Niederkorn thắng nhờ hơn số bàn thắng trên sân khách.
| La Fiorita | 0–1      | Engordany     |
| ---------- | -------- | ------------- |
|            | Chi tiết | - Sánchez 31' |

| Engordany                          | 2–1      | La Fiorita        |
| ---------------------------------- | -------- | ----------------- |
| - Zugić 17' - Gasperoni 84' (l.n.) | Chi tiết | - Coca 78' (l.n.) |

Endorgany thắng 3–1 chung cuộc.
| Sant Julià                      | 3–2      | Europa                           |
| ------------------------------- | -------- | -------------------------------- |
| - Méndez 44', 64' - Muñoz 90+3' | Chi tiết | - Gallardo 4' - Mango 46' (l.n.) |

| Europa                                                   | 4–0      | Sant Julià |
| -------------------------------------------------------- | -------- | ---------- |
| - Gallardo 38' - De Barr 48' - Walker 78' - Juampe 90+2' | Chi tiết |            |

Europa thắng 6–3 chung cuộc.
| Ballymena United              | 2–0      | NSÍ Runavík |
| ----------------------------- | -------- | ----------- |
| - Millar 49' - Winchester 55' | Chi tiết |             |

| NSÍ Runavík | 0–0      | Ballymena United |
| ----------- | -------- | ---------------- |
|             | Chi tiết |                  |

Ballymena United thắng 2–0 chung cuộc.
| Prishtina            | 1–1      | St Joseph's   |
| -------------------- | -------- | ------------- |
| - Dallku 28' (ph.đ.) | Chi tiết | - Juanfri 31' |

| St Joseph's                | 2–0      | Prishtina |
| -------------------------- | -------- | --------- |
| - Villar 75' - Juanfri 80' | Chi tiết |           |

St Joseph's thắng 3–1 chung cuộc.
| KÍ Klaksvík                                                               | 5–1      | Tre Fiori        |
| ------------------------------------------------------------------------- | -------- | ---------------- |
| - P. Johannesen 9' - Sandmæl 37' - J. Johannesen 56' - Bjartalíð 73', 83' | Chi tiết | - Compagno 90+3' |

| Tre Fiori | 0–4      | KÍ Klaksvík                                                                       |
| --------- | -------- | --------------------------------------------------------------------------------- |
|           | Chi tiết | - Bjartalíð 29' (ph.đ.) - J. Johannesen 33' - P. Johannesen 45+2' - Danielsen 75' |

KÍ Klaksvík thắng 9–1 chung cuộc.
| Barry Town United | 0–0      | Cliftonville |
| ----------------- | -------- | ------------ |
|                   | Chi tiết |              |

| Cliftonville                                                 | 4–0      | Barry Town United |
| ------------------------------------------------------------ | -------- | ----------------- |
| - McMenamin 25' - Gormley 44' - McDermott 82' - Donnelly 84' | Chi tiết |                   |

Cliftonville thắng 4–0 chung cuộc

## Vòng loại thứ nhất

### Tóm tắt
| Đội 1                 | TTS         | Đội 2                 | Lượt đi | Lượt về      |
| --------------------- | ----------- | --------------------- | ------- | ------------ |
| Malmö FF              | 11–0        | Ballymena United      | 7–0     | 4–0          |
| Connah's Quay Nomads  | 3–2         | Kilmarnock            | 1–2     | 2–0          |
| KuPS                  | 3–1         | Vitebsk               | 2–0     | 1–1          |
| Breiðablik            | 1–2         | Vaduz                 | 0–0     | 1–2          |
| Brann                 | 3–4         | Shamrock Rovers       | 2–2     | 1–2          |
| Ordabasy              | 3–0         | Torpedo Kutaisi       | 1–0     | 2–0          |
| Europa                | 0–3         | Legia Warsaw          | 0–0     | 0–3          |
| CSKA Sofia            | 4–0         | Titograd              | 4–0     | 0–0          |
| Gżira United          | 3–3 (a)     | Hajduk Split          | 0–2     | 3–1          |
| Flora                 | 4–2         | Radnički Niš          | 2–0     | 2–2          |
| Maccabi Haifa         | 5–2         | Mura                  | 2–0     | 3–2          |
| Debrecen              | 4–1         | Kukësi                | 3–0     | 1–1          |
| Čukarički             | 8–0         | Banants               | 3–0     | 5–0          |
| Jeunesse Esch         | 1–1 (a)     | Tobol                 | 0–0     | 1–1          |
| FCSB                  | 4–1         | Milsami Orhei         | 2–0     | 2–1          |
| Crusaders             | 5–2         | B36 Tórshavn          | 2–0     | 3–2          |
| Brøndby               | 4–3         | Inter Turku           | 4–1     | 0–2          |
| Molde                 | 7–1         | KR                    | 7–1     | 0–0          |
| St Joseph's           | 0–10        | Rangers               | 0–4     | 0–6          |
| Cork City             | 2–3         | Progrès Niederkorn    | 0–2     | 2–1          |
| Ružomberok            | 0–4         | Levski Sofia          | 0–2     | 0–2          |
| Akademija Pandev      | 0–6         | Zrinjski Mostar       | 0–3     | 0–3          |
| Speranța Nisporeni    | 0–9         | Neftçi Baku           | 0–3     | 0–6          |
| Zeta                  | 1–5         | Fehérvár              | 1–5     | 0–0          |
| Shakhtyor Soligorsk   | 2–0         | Hibernians            | 1–0     | 1–0          |
| Olimpija Ljubljana    | 4–3         | RFS                   | 2–3     | 2–0          |
| Honvéd                | 4–2         | Žalgiris              | 3–1     | 1–1          |
| Alashkert             | 6–1         | Makedonija GP         | 3–1     | 3–0          |
| Radnik Bijeljina      | 2–2 (2–3 p) | Spartak Trnava        | 2–0     | 0–2 (s.h.p.) |
| Fola Esch             | 2–4         | Chikhura Sachkhere    | 1–2     | 1–2          |
| Dinamo Tbilisi        | 7–0         | Engordany             | 6–0     | 1–0          |
| Široki Brijeg         | 2–4         | Kairat                | 1–2     | 1–2          |
| DAC Dunajská Streda   | 3–3 (a)     | Cracovia              | 1–1     | 2–2 (s.h.p.) |
| Kauno Žalgiris        | 0–6         | Apollon Limassol      | 0–2     | 0–4          |
| Ventspils             | 3–1         | Teuta                 | 3–0     | 0–1          |
| Stjarnan              | 4–4 (a)     | FCI Levadia           | 2–1     | 2–3 (s.h.p.) |
| Cliftonville          | 1–6         | Haugesund             | 0–1     | 1–5          |
| Riteriai              | 1–1 (a)     | KÍ Klaksvík           | 1–1     | 0–0          |
| Liepāja               | 3–2         | Dinamo Minsk          | 1–1     | 2–1          |
| St Patrick's Athletic | 1–4         | IFK Norrköping        | 0–2     | 1–2          |
| Aberdeen              | 4–2         | RoPS                  | 2–1     | 2–1          |
| Balzan                | 3–5         | Domžale               | 3–4     | 0–1          |
| Laçi                  | 1–2         | Hapoel Be'er Sheva    | 1–1     | 0–1          |
| Narva Trans           | 1–6         | Budućnost Podgorica   | 0–2     | 1–4          |
| Sabail                | 4–6         | Universitatea Craiova | 2–3     | 2–3          |
| Pyunik                | 5–4         | Shkupi                | 3–3     | 2–1          |
| AEK Larnaca           | 2–0         | Petrocub Hîncești     | 1–0     | 1–0          |

Ghi chú
1. 1 2 3 4 5 6 7 8 9 10  Order of legs reversed after original draw.

### Các trận đấu
| Malmö FF                                                               | 7–0      | Ballymena United |
| ---------------------------------------------------------------------- | -------- | ---------------- |
| - Rosenberg 31', 33', 48' - Rakip 44', 74' - Brorsson 46' - Molins 54' | Chi tiết |                  |

| Ballymena United | 0–4      | Malmö FF                                                 |
| ---------------- | -------- | -------------------------------------------------------- |
|                  | Chi tiết | - Safari 27' - Molins 52' - Rakip 68' - Gall 79' (ph.đ.) |

Malmö FF thắng 11–0 chung cuộc.
| Connah's Quay Nomads | 1–2      | Kilmarnock                           |
| -------------------- | -------- | ------------------------------------ |
| - Taylor 75' (l.n.)  | Chi tiết | - Brophy 82' (ph.đ.) - Findlay 90+2' |

| Kilmarnock | 0–2      | Connah's Quay Nomads               |
| ---------- | -------- | ---------------------------------- |
|            | Chi tiết | - Wignall 50' - Morris 80' (ph.đ.) |

Connah's Quay Nomads thắng 3–2 chung cuộc.
| KuPS                       | 2–0      | Vitebsk |
| -------------------------- | -------- | ------- |
| - Murillo 61' - Rangel 74' | Chi tiết |         |

| Vitebsk             | 1–1      | KuPS         |
| ------------------- | -------- | ------------ |
| - Starhorodskyi 27' | Chi tiết | - Diallo 53' |

KuPS thắng 3–1 chung cuộc.
| Breiðablik | 0–0      | Vaduz |
| ---------- | -------- | ----- |
|            | Chi tiết |       |

| Vaduz                          | 2–1      | Breiðablik           |
| ------------------------------ | -------- | -------------------- |
| - Coulibaly 57' - Schwizer 79' | Chi tiết | - Gunnlaugsson 90+3' |

Vaduz thắng 2–1 chung cuộc.
| Brann                               | 2–2      | Shamrock Rovers                    |
| ----------------------------------- | -------- | ---------------------------------- |
| - Teniste 12' - Berisha 36' (ph.đ.) | Chi tiết | - Ordagić 34' (l.n.) - Lopes 90+4' |

| Shamrock Rovers           | 2–1      | Brann       |
| ------------------------- | -------- | ----------- |
| - Byrne 76' - O'Neill 87' | Chi tiết | - Bamba 57' |

Shamrock Rovers thắng 4–3 chung cuộc.
| Ordabasy      | 1–0      | Torpedo Kutaisi |
| ------------- | -------- | --------------- |
| - Erlanov 67' | Chi tiết |                 |

| Torpedo Kutaisi | 0–2      | Ordabasy                          |
| --------------- | -------- | --------------------------------- |
|                 | Chi tiết | - Mehanović 81' - Badibanga 90+4' |

Ordabasy thắng 3–0 chung cuộc.
| Europa | 0–0      | Legia Warsaw |
| ------ | -------- | ------------ |
|        | Chi tiết |              |

| Legia Warsaw                       | 3–0      | Europa |
| ---------------------------------- | -------- | ------ |
| - Carlitos 7', 60' - Kulenović 13' | Chi tiết |        |

Legia Warsaw thắng 3–0 chung cuộc.
| CSKA Sofia                                                 | 4–0      | Titograd |
| ---------------------------------------------------------- | -------- | -------- |
| - Evandro 40' - Rodrigues 53' - Geferson 55' - Malinov 72' | Chi tiết |          |

| Titograd | 0–0      | CSKA Sofia |
| -------- | -------- | ---------- |
|          | Chi tiết |            |

CSKA Sofia thắng 4–0 chung cuộc.
| Gżira United | 0–2      | Hajduk Split                 |
| ------------ | -------- | ---------------------------- |
|              | Chi tiết | - Gyurcsó 44' - Dolček 90+6' |

| Hajduk Split | 1–3      | Gżira United                      |
| ------------ | -------- | --------------------------------- |
| - Jradi 7'   | Chi tiết | - Jefferson 57' - Koné 69', 90+6' |

3–3 chung cuộc. Gżira United thắng nhờ bàn thắng sân khách.
| Flora                       | 2–0      | Radnički Niš |
| --------------------------- | -------- | ------------ |
| - Lepik 75' - Vassiljev 89' | Chi tiết |              |

| Radnički Niš                 | 2–2      | Flora                    |
| ---------------------------- | -------- | ------------------------ |
| - Mihajlović 68' - Čumić 84' | Chi tiết | - Pürg 80' - Lepik 90+3' |

Flora thắng 4–2 chung cuộc.
| Maccabi Haifa               | 2–0      | Mura |
| --------------------------- | -------- | ---- |
| - Ashkenazi 64' - Awaed 68' | Chi tiết |      |

| Mura                       | 2–3      | Maccabi Haifa                    |
| -------------------------- | -------- | -------------------------------- |
| - Bobičanec 6' - Šporn 81' | Chi tiết | - Awaed 31' - Ashkenazi 35', 76' |

Maccabi Haifa thắng 5–2 chung cuộc.
| Debrecen                     | 3–0      | Kukësi |
| ---------------------------- | -------- | ------ |
| - Garba 54' - Varga 77', 83' | Chi tiết |        |

| Kukësi       | 1–1      | Debrecen       |
| ------------ | -------- | -------------- |
| - Ethemi 17' | Chi tiết | - Szatmári 58' |

Debrecen thắng 4–1 chung cuộc.
| Čukarički                      | 3–0      | Banants |
| ------------------------------ | -------- | ------- |
| - Tedić 43', 90+2' - Kovač 80' | Chi tiết |         |

| Banants | 0–5      | Čukarički                                                                |
| ------- | -------- | ------------------------------------------------------------------------ |
|         | Chi tiết | - Stojanović 3', 75' (ph.đ.) - Tedić 31' - Luković 49' - Birmančević 71' |

Čukarički thắng 8–0 chung cuộc.
| Jeunesse Esch | 0–0      | Tobol |
| ------------- | -------- | ----- |
|               | Chi tiết |       |

| Tobol                | 1–1      | Jeunesse Esch        |
| -------------------- | -------- | -------------------- |
| - Meddour 22' (l.n.) | Chi tiết | - Arslan 59' (ph.đ.) |

1–1 chung cuộc. Jeunesse Esch thắng nhờ bàn thắng sân khách.
| FCSB              | 2–0      | Milsami Orhei |
| ----------------- | -------- | ------------- |
| - Tănase 12', 56' | Chi tiết |               |

| Milsami Orhei | 1–2      | FCSB                     |
| ------------- | -------- | ------------------------ |
| - Bolohan 47' | Chi tiết | - Dumitru 4' - Oaidă 42' |

FCSB thắng 4–1 chung cuộc.
| Crusaders                 | 2–0      | B36 Tórshavn |
| ------------------------- | -------- | ------------ |
| - Hegarty 33' - Lowry 79' | Chi tiết |              |

| B36 Tórshavn                        | 2–3      | Crusaders                        |
| ----------------------------------- | -------- | -------------------------------- |
| - H. Samuelsen 37' - Cieślewicz 51' | Chi tiết | - Forsythe 3' - Heatley 28', 68' |

Crusaders thắng 5–2 chung cuộc.
| Brøndby                                       | 4–1      | Inter Turku    |
| --------------------------------------------- | -------- | -------------- |
| - Wilczek 5', 67' - Tibbling 71' - Fisker 78' | Chi tiết | - Furuholm 20' |

| Inter Turku                   | 2–0      | Brøndby |
| ----------------------------- | -------- | ------- |
| - Markkula 52' - Valenčič 56' | Chi tiết |         |

Brøndby thắng 4–3 chung cuộc.
| Molde                                                                            | 7–1      | KR            |
| -------------------------------------------------------------------------------- | -------- | ------------- |
| - James 7', 31', 41' - Aursnes 29' - Forren 63' - Hussain 66' - Omoijuanfo 90+3' | Chi tiết | - Thomsen 71' |

| KR | 0–0      | Molde |
| -- | -------- | ----- |
|    | Chi tiết |       |

Molde thắng 7–1 chung cuộc.
| St Joseph's | 0–4      | Rangers                                          |
| ----------- | -------- | ------------------------------------------------ |
|             | Chi tiết | - Jack 50' - Ojo 56' - Goldson 68' - Morelos 77' |

| Rangers                                                       | 6–0      | St Joseph's |
| ------------------------------------------------------------- | -------- | ----------- |
| - Aribo 3' - Morelos 45+1', 57' (ph.đ.), 66' - Defoe 77', 86' | Chi tiết |             |

Rangers thắng 10–0 chung cuộc.
| Cork City | 0–2      | Progrès Niederkorn                       |
| --------- | -------- | ---------------------------------------- |
|           | Chi tiết | - Muratovic 11' - De Almeida 21' (ph.đ.) |

| Progrès Niederkorn | 1–2      | Cork City                   |
| ------------------ | -------- | --------------------------- |
| - Bah 68'          | Chi tiết | - Buckley 3' - McCarthy 47' |

Progrès Niederkorn thắng 3–2 chung cuộc.
| Ružomberok | 0–2      | Levski Sofia                 |
| ---------- | -------- | ---------------------------- |
|            | Chi tiết | - Mariani 36' - Paulinho 51' |

| Levski Sofia               | 2–0      | Ružomberok |
| -------------------------- | -------- | ---------- |
| - Mariani 33' - Alar 90+2' | Chi tiết |            |

Levski Sofia thắng 4–0 chung cuộc.
| Akademija Pandev | 0–3      | Zrinjski Mostar                            |
| ---------------- | -------- | ------------------------------------------ |
|                  | Chi tiết | - Hadžić 12' - Mandić 28' - Govedarica 55' |

| Zrinjski Mostar                                | 3–0      | Akademija Pandev |
| ---------------------------------------------- | -------- | ---------------- |
| - Mandić 50' - Govedarica 79' - Gojković 90+2' | Chi tiết |                  |

Zrinjski Mostar thắng 6–0 chung cuộc.
| Speranța Nisporeni | 0–3      | Neftçi Baku                                               |
| ------------------ | -------- | --------------------------------------------------------- |
|                    | Chi tiết | - Mahmudov 16' (ph.đ.) - Joseph-Monrose 36' - Hajiyev 76' |

| Neftçi Baku                                                                                   | 6–0      | Speranța Nisporeni |
| --------------------------------------------------------------------------------------------- | -------- | ------------------ |
| - Platellas 18', 40' - Mahmudov 24' (ph.đ.) - Dário 42' - Joseph-Monrose 67' - Zulfugarli 78' | Chi tiết |                    |

Neftçi Baku thắng 9–0 chung cuộc.
| Zeta            | 1–5      | Fehérvár                                        |
| --------------- | -------- | ----------------------------------------------- |
| - Goranović 17' | Chi tiết | - Négo 3', 12', 23' - Juhász 86' - Huszti 90+3' |

| Fehérvár | 0–0      | Zeta |
| -------- | -------- | ---- |
|          | Chi tiết |      |

Fehérvár thắng 5–1 chung cuộc.
| Shakhtyor Soligorsk | 1–0      | Hibernians |
| ------------------- | -------- | ---------- |
| - Gromyko 69'       | Chi tiết |            |

| Hibernians | 0–1      | Shakhtyor Soligorsk |
| ---------- | -------- | ------------------- |
|            | Chi tiết | - Tatarkov 65'      |

Shakhtyor Soligorsk thắng 2–0 chung cuộc.
| Olimpija Ljubljana        | 2–3      | RFS                                                   |
| ------------------------- | -------- | ----------------------------------------------------- |
| - Boakye 81' - Menalo 90' | Chi tiết | - Lemajić 52' (ph.đ.) - Kļuškins 88' - Vukmanić 90+3' |

| RFS | 0–2      | Olimpija Ljubljana           |
| --- | -------- | ---------------------------- |
|     | Chi tiết | - Çekiçi 45+1' - Savić 90+2' |

Olimpija Ljubljana thắng 4–3 chung cuộc.
| Honvéd                                            | 3–1      | Žalgiris      |
| ------------------------------------------------- | -------- | ------------- |
| - Banó-Szabó 32' - N'Gog 55' - Gazdag 69' (ph.đ.) | Chi tiết | - Uzėla 90+2' |

| Žalgiris    | 1–1      | Honvéd       |
| ----------- | -------- | ------------ |
| - Antal 18' | Chi tiết | - Kamber 62' |

Honvéd thắng 4–2 chung cuộc.
| Alashkert                                      | 3–1      | Makedonija GP    |
| ---------------------------------------------- | -------- | ---------------- |
| - Tankov 16' - Sekulić 66' - Bianor 82' (l.n.) | Chi tiết | - Jasharoski 52' |

| Makedonija GP | 0–3      | Alashkert                                          |
| ------------- | -------- | -------------------------------------------------- |
|               | Chi tiết | - Nenadović 21' - Tiago Galvão 68' - Voskanyan 74' |

Alashkert thắng 6–1 chung cuộc.
| Radnik Bijeljina        | 2–0      | Spartak Trnava |
| ----------------------- | -------- | -------------- |
| - Mekić 34' - Đurić 48' | Chi tiết |                |

| Spartak Trnava                                    | 2–0 (s.h.p.) | Radnik Bijeljina                              |
| ------------------------------------------------- | ------------ | --------------------------------------------- |
| - Sobczyk 10' - Mihálek 87'                       | Chi tiết     |                                               |
| Loạt sút luân lưu                                 |              |                                               |
| - Tešija - Sobczyk - Záhumenský - Lucas - Jakúbek | 3–2          | - Merajić - Motika - Mekić - Plavšić - Popara |

2–2 chung cuộc. Spartak Trnava thắng 3–2 trong loạt sút luân lưu.
| Fola Esch            | 1–2      | Chikhura Sachkhere                          |
| -------------------- | -------- | ------------------------------------------- |
| - Sinani 22' (ph.đ.) | Chi tiết | - Sardalishvili 59' - Koripadze 86' (ph.đ.) |

| Chikhura Sachkhere                     | 2–1      | Fola Esch            |
| -------------------------------------- | -------- | -------------------- |
| - Ardazishvili 25' - Sardalishvili 73' | Chi tiết | - Sinani 89' (ph.đ.) |

Chikhura Sachkhere thắng 4–2 chung cuộc.
| Dinamo Tbilisi                                                                       | 6–0      | Engordany |
| ------------------------------------------------------------------------------------ | -------- | --------- |
| - Ninua 6' - Kukhianidze 21', 71' - Kavtaradze 61' - Kutalia 69' (ph.đ.) - Zaria 80' | Chi tiết |           |

| Engordany | 0–1      | Dinamo Tbilisi |
| --------- | -------- | -------------- |
|           | Chi tiết | - Medioub 81'  |

Dinamo Tbilisi thắng 7–0 chung cuộc.
| Široki Brijeg | 1–2      | Kairat            |
| ------------- | -------- | ----------------- |
| - Yenin 34'   | Chi tiết | - Eseola 29', 58' |

| Kairat                      | 2–1      | Široki Brijeg         |
| --------------------------- | -------- | --------------------- |
| - Orazov 90+1' - Kuat 90+3' | Chi tiết | - Bagarić 90' (ph.đ.) |

Kairat thắng 4–2 chung cuộc.
| DAC Dunajská Streda | 1–1      | Cracovia              |
| ------------------- | -------- | --------------------- |
| - Divković 44'      | Chi tiết | - Kružliak 40' (l.n.) |

| Cracovia                     | 2–2 (s.h.p.) | DAC Dunajská Streda       |
| ---------------------------- | ------------ | ------------------------- |
| - Lopes 2' - Piszczek 120+2' | Chi tiết     | - Ronan 47' - Ramírez 94' |

3–3 chung cuộc. DAC Dunajská Streda thắng nhờ bàn thắng sân khách.
| Kauno Žalgiris | 0–2      | Apollon Limassol                  |
| -------------- | -------- | --------------------------------- |
|                | Chi tiết | - Pittas 14' - Zelaya 90' (ph.đ.) |

| Apollon Limassol                                   | 4–0      | Kauno Žalgiris |
| -------------------------------------------------- | -------- | -------------- |
| - Zelaya 5', 43' (ph.đ.), 60' (ph.đ.) - Szalai 83' | Chi tiết |                |

Apollon Limassol thắng 6–0 chung cuộc.
| Ventspils                                      | 3–0      | Teuta |
| ---------------------------------------------- | -------- | ----- |
| - Serhiychuk 5' - Ulimbaševs 78' - Aiyegun 88' | Chi tiết |       |

| Teuta         | 1–0      | Ventspils |
| ------------- | -------- | --------- |
| - Kallaku 48' | Chi tiết |           |

Ventspils thắng 3–1 chung cuộc.
| Stjarnan              | 2–1      | FCI Levadia    |
| --------------------- | -------- | -------------- |
| - Ragnarsson 15', 74' | Chi tiết | - Andreyev 79' |

| FCI Levadia                              | 3–2 (s.h.p.) | Stjarnan                             |
| ---------------------------------------- | ------------ | ------------------------------------ |
| - Osipov 17', 89' - Kruglov 105' (ph.đ.) | Chi tiết     | - Ragnarsson 25' - Guðjónsson 120+2' |

4–4 chung cuộc. Stjarnan thắng nhờ bàn thắng sân khách.
| Cliftonville | 0–1      | Haugesund       |
| ------------ | -------- | --------------- |
|              | Chi tiết | - Grindheim 42' |

| Haugesund                                               | 5–1      | Cliftonville    |
| ------------------------------------------------------- | -------- | --------------- |
| - Velde 5', 68' - Sandberg 36' - Koné 45+1' - Leite 52' | Chi tiết | - McMenamin 17' |

Haugesund thắng 6–1 chung cuộc.
| Riteriai        | 1–1      | KÍ Klaksvík     |
| --------------- | -------- | --------------- |
| - Borovskij 46' | Chi tiết | - Andreasen 56' |

| KÍ Klaksvík | 0–0      | Riteriai |
| ----------- | -------- | -------- |
|             | Chi tiết |          |

1–1 chung cuộc. KÍ Klaksvík thắng nhờ bàn thắng sân khách.
| Liepāja                 | 1–1      | Dinamo Minsk   |
| ----------------------- | -------- | -------------- |
| - Ikaunieks 12' (ph.đ.) | Chi tiết | - Kaplenko 88' |

| Dinamo Minsk             | 1–2      | Liepāja                  |
| ------------------------ | -------- | ------------------------ |
| - Raļkevičs 90+1' (l.n.) | Chi tiết | - Spătaru 10' - Dodô 70' |

Liepāja thắng 3–2 chung cuộc.
| St Patrick's Athletic | 0–2      | IFK Norrköping                   |
| --------------------- | -------- | -------------------------------- |
|                       | Chi tiết | - Thern 55' - Desmond 85' (l.n.) |

| IFK Norrköping               | 2–1      | St Patrick's Athletic |
| ---------------------------- | -------- | --------------------- |
| - Larsson 36' - Holmberg 85' | Chi tiết | - Clifford 72'        |

IFK Norrköping thắng 4–1 chung cuộc.
| Aberdeen                    | 2–1      | RoPS           |
| --------------------------- | -------- | -------------- |
| - McGinn 36' - Cosgrove 48' | Chi tiết | - Jäntti 90+3' |

| RoPS      | 1–2      | Aberdeen                                |
| --------- | -------- | --------------------------------------- |
| - Kada 2' | Chi tiết | - Cosgrove 27' (ph.đ.) - Ferguson 90+4' |

Aberdeen thắng 4–2 chung cuộc.
| Balzan                                      | 3–4      | Domžale                                                     |
| ------------------------------------------- | -------- | ----------------------------------------------------------- |
| - Correa 34' - Ljubomirac 38' - Effiong 56' | Chi tiết | - Ibričić 5' (ph.đ.) - Vuk 49' - Sikošek 61' - Podlogar 76' |

| Domžale   | 1–0      | Balzan |
| --------- | -------- | ------ |
| - Vuk 21' | Chi tiết |        |

Domžale thắng 5–3 chung cuộc.
| Laçi          | 1–1      | Hapoel Be'er Sheva |
| ------------- | -------- | ------------------ |
| - Nwabueze 3' | Chi tiết | - Levi 78'         |

| Hapoel Be'er Sheva | 1–0      | Laçi |
| ------------------ | -------- | ---- |
| - Sabag 69'        | Chi tiết |      |

Hapoel Be'er Sheva thắng 2–1 chung cuộc.
| Narva Trans | 0–2      | Budućnost Podgorica        |
| ----------- | -------- | -------------------------- |
|             | Chi tiết | - Ivanović 12' - Mijić 88' |

| Budućnost Podgorica                                 | 4–1      | Narva Trans     |
| --------------------------------------------------- | -------- | --------------- |
| - Vučić 2' - Bakić 49' - Perović 56' - Zarubica 78' | Chi tiết | - Golovljov 39' |

Budućnost Podgorica thắng 6–1 chung cuộc.
| Sabail               | 2–3      | Universitatea Craiova                |
| -------------------- | -------- | ------------------------------------ |
| - Ramazanov 33', 82' | Chi tiết | - Mateiu 13' - Bancu 51' - Roman 67' |

| Universitatea Craiova                      | 3–2      | Sabail                         |
| ------------------------------------------ | -------- | ------------------------------ |
| - Cicâldău 28' - Vătăjelu 54' - Fortes 90' | Chi tiết | - Ramazanov 67' - Duventru 69' |

Universitatea Craiova thắng 6–4 chung cuộc.
| Pyunik                                                   | 3–3      | Shkupi                           |
| -------------------------------------------------------- | -------- | -------------------------------- |
| - Vardanyan 4' (ph.đ.) - Zhestokov 80' - Manucharyan 85' | Chi tiết | - Bajrami 26', 60' - Ilieski 43' |

| Shkupi       | 1–2      | Pyunik                         |
| ------------ | -------- | ------------------------------ |
| - Jurina 82' | Chi tiết | - Yedigaryan 7' - Miranyan 31' |

Pyunik thắng 5–4 chung cuộc.
| AEK Larnaca | 1–0      | Petrocub Hîncești |
| ----------- | -------- | ----------------- |
| - Hevel 4'  | Chi tiết |                   |

| Petrocub Hîncești | 0–1      | AEK Larnaca               |
| ----------------- | -------- | ------------------------- |
|                   | Chi tiết | - Potîrniche 90+2' (l.n.) |

AEK Larnaca thắng 2–0 chung cuộc.

## Vòng loại thứ hai

### Tóm tắt
| Đội 1                   | TTS | Đội 2                 | Lượt đi | Lượt về |
| ----------------------- | --- | --------------------- | ------- | ------- |
| IFK Norrköping          | 1   | Liepāja               | 25 Jul  | 1 Aug   |
| Hapoel Be'er Sheva      | 2   | Kairat                | 25 Jul  | 1 Aug   |
| Arsenal Tula            | 3   | Neftçi Baku           | 25 Jul  | 1 Aug   |
| Espanyol                | 4   | Stjarnan              | 25 Jul  | 1 Aug   |
| DAC Dunajská Streda     | 5   | Atromitos             | 25 Jul  | 1 Aug   |
| Haugesund               | 6   | Sturm Graz            | 25 Jul  | 1 Aug   |
| AEK Larnaca             | 7   | Levski Sofia          | 25 Jul  | 1 Aug   |
| Legia Warsaw            | 8   | KuPS                  | 25 Jul  | 1 Aug   |
| FC Utrecht              | 9   | Zrinjski Mostar       | 25 Jul  | 1 Aug   |
| Pyunik                  | 10  | Jablonec              | 25 Jul  | 1 Aug   |
| Lechia Gdańsk           | 11  | Brøndby               | 25 Jul  | 1 Aug   |
| Fehérvár                | 12  | Vaduz                 | 25 Jul  | 1 Aug   |
| Gabala                  | 13  | Dinamo Tbilisi        | 25 Jul  | 1 Aug   |
| Yeni Malatyaspor        | 14  | Olimpija Ljubljana    | 25 Jul  | 1 Aug   |
| Flora                   | 15  | Eintracht Frankfurt   | 25 Jul  | 1 Aug   |
| Domžale                 | 16  | Malmö FF              | 25 Jul  | 1 Aug   |
| Molde                   | 17  | Čukarički             | 25 Jul  | 31 Jul  |
| Chikhura Sachkhere      | 18  | Aberdeen              | 25 Jul  | 1 Aug   |
| KAA Gent                | 19  | Viitorul Constanța    | 25 Jul  | 1 Aug   |
| Budućnost Podgorica     | 20  | Zorya Luhansk         | 25 Jul  | 1 Aug   |
| CSKA Sofia              | 21  | Osijek                | 25 Jul  | 1 Aug   |
| Torino                  | 22  | Debrecen              | 25 Jul  | 1 Aug   |
| Luzern                  | 23  | KÍ Klaksvík           | 25 Jul  | 1 Aug   |
| Rangers                 | 24  | Progrès Niederkorn    | 25 Jul  | 1 Aug   |
| Ventspils               | 25  | Gżira United          | 25 Jul  | 1 Aug   |
| Strasbourg              | 26  | Maccabi Haifa         | 25 Jul  | 1 Aug   |
| Mladá Boleslav          | 27  | Ordabasy              | 25 Jul  | 1 Aug   |
| Shamrock Rovers         | 28  | Apollon Limassol      | 25 Jul  | 1 Aug   |
| AZ                      | 29  | BK Häcken             | 25 Jul  | 1 Aug   |
| Alashkert               | 30  | FCSB                  | 25 Jul  | 1 Aug   |
| Lokomotiv Plovdiv       | 31  | Spartak Trnava        | 25 Jul  | 1 Aug   |
| Wolverhampton Wanderers | 32  | Crusaders             | 25 Jul  | 1 Aug   |
| Aris                    | 33  | AEL Limassol          | 25 Jul  | 1 Aug   |
| Jeunesse Esch           | 34  | Vitória de Guimarães  | 25 Jul  | 1 Aug   |
| Honvéd                  | 35  | Universitatea Craiova | 25 Jul  | 1 Aug   |
| Shakhtyor Soligorsk     | 36  | Esbjerg               | 25 Jul  | 1 Aug   |
| Connah's Quay Nomads    | 37  | Partizan              | 25 Jul  | 1 Aug   |

Notes
1. ↑  Order of legs reversed after original draw.

### Các trận đấu
| IFK Norrköping | v        | Liepāja |
| -------------- | -------- | ------- |
|                | Chi tiết |         |

| Liepāja | v        | IFK Norrköping |
| ------- | -------- | -------------- |
|         | Chi tiết |                |

| Hapoel Be'er Sheva | v        | Kairat |
| ------------------ | -------- | ------ |
|                    | Chi tiết |        |

| Kairat | v        | Hapoel Be'er Sheva |
| ------ | -------- | ------------------ |
|        | Chi tiết |                    |

| Arsenal Tula | v        | Neftçi Baku |
| ------------ | -------- | ----------- |
|              | Chi tiết |             |

| Neftçi Baku | v        | Arsenal Tula |
| ----------- | -------- | ------------ |
|             | Chi tiết |              |

| Espanyol | v        | Stjarnan |
| -------- | -------- | -------- |
|          | Chi tiết |          |

| Stjarnan | v        | Espanyol |
| -------- | -------- | -------- |
|          | Chi tiết |          |

| DAC Dunajská Streda | v        | Atromitos |
| ------------------- | -------- | --------- |
|                     | Chi tiết |           |

| Atromitos | v        | DAC Dunajská Streda |
| --------- | -------- | ------------------- |
|           | Chi tiết |                     |

| Haugesund | v        | Sturm Graz |
| --------- | -------- | ---------- |
|           | Chi tiết |            |

| Sturm Graz | v        | Haugesund |
| ---------- | -------- | --------- |
|            | Chi tiết |           |

| AEK Larnaca | v        | Levski Sofia |
| ----------- | -------- | ------------ |
|             | Chi tiết |              |

| Levski Sofia | v        | AEK Larnaca |
| ------------ | -------- | ----------- |
|              | Chi tiết |             |

| Legia Warsaw | v        | KuPS |
| ------------ | -------- | ---- |
|              | Chi tiết |      |

| KuPS | v        | Legia Warsaw |
| ---- | -------- | ------------ |
|      | Chi tiết |              |

| FC Utrecht | v        | Zrinjski Mostar |
| ---------- | -------- | --------------- |
|            | Chi tiết |                 |

| Zrinjski Mostar | v        | FC Utrecht |
| --------------- | -------- | ---------- |
|                 | Chi tiết |            |

| Pyunik | v        | Jablonec |
| ------ | -------- | -------- |
|        | Chi tiết |          |

| Jablonec | v        | Pyunik |
| -------- | -------- | ------ |
|          | Chi tiết |        |

| Lechia Gdańsk | v        | Brøndby |
| ------------- | -------- | ------- |
|               | Chi tiết |         |

| Brøndby | v        | Lechia Gdańsk |
| ------- | -------- | ------------- |
|         | Chi tiết |               |

| Fehérvár | v        | Vaduz |
| -------- | -------- | ----- |
|          | Chi tiết |       |

| Vaduz | v        | Fehérvár |
| ----- | -------- | -------- |
|       | Chi tiết |          |

| Gabala | v        | Dinamo Tbilisi |
| ------ | -------- | -------------- |
|        | Chi tiết |                |

| Dinamo Tbilisi | v        | Gabala |
| -------------- | -------- | ------ |
|                | Chi tiết |        |

| Yeni Malatyaspor | v        | Olimpija Ljubljana |
| ---------------- | -------- | ------------------ |
|                  | Chi tiết |                    |

| Olimpija Ljubljana | v        | Yeni Malatyaspor |
| ------------------ | -------- | ---------------- |
|                    | Chi tiết |                  |

| Flora | v        | Eintracht Frankfurt |
| ----- | -------- | ------------------- |
|       | Chi tiết |                     |

| Eintracht Frankfurt | v        | Flora |
| ------------------- | -------- | ----- |
|                     | Chi tiết |       |

| Domžale | v        | Malmö FF |
| ------- | -------- | -------- |
|         | Chi tiết |          |

| Malmö FF | v        | Domžale |
| -------- | -------- | ------- |
|          | Chi tiết |         |

| Molde | v        | Čukarički |
| ----- | -------- | --------- |
|       | Chi tiết |           |

| Čukarički | v        | Molde |
| --------- | -------- | ----- |
|           | Chi tiết |       |

| Chikhura Sachkhere | v        | Aberdeen |
| ------------------ | -------- | -------- |
|                    | Chi tiết |          |

| Aberdeen | v        | Chikhura Sachkhere |
| -------- | -------- | ------------------ |
|          | Chi tiết |                    |

| KAA Gent | v        | Viitorul Constanța |
| -------- | -------- | ------------------ |
|          | Chi tiết |                    |

| Viitorul Constanța | v        | KAA Gent |
| ------------------ | -------- | -------- |
|                    | Chi tiết |          |

| Budućnost Podgorica | v        | Zorya Luhansk |
| ------------------- | -------- | ------------- |
|                     | Chi tiết |               |

| Zorya Luhansk | v        | Budućnost Podgorica |
| ------------- | -------- | ------------------- |
|               | Chi tiết |                     |

| CSKA Sofia | v        | Osijek |
| ---------- | -------- | ------ |
|            | Chi tiết |        |

| Osijek | v        | CSKA Sofia |
| ------ | -------- | ---------- |
|        | Chi tiết |            |

| Torino | v        | Debrecen |
| ------ | -------- | -------- |
|        | Chi tiết |          |

| Debrecen | v        | Torino |
| -------- | -------- | ------ |
|          | Chi tiết |        |

| Luzern | v        | KÍ Klaksvík |
| ------ | -------- | ----------- |
|        | Chi tiết |             |

| KÍ Klaksvík | v        | Luzern |
| ----------- | -------- | ------ |
|             | Chi tiết |        |

| Rangers | v        | Progrès Niederkorn |
| ------- | -------- | ------------------ |
|         | Chi tiết |                    |

| Progrès Niederkorn | v        | Rangers |
| ------------------ | -------- | ------- |
|                    | Chi tiết |         |

| Ventspils | v        | Gżira United |
| --------- | -------- | ------------ |
|           | Chi tiết |              |

| Gżira United | v        | Ventspils |
| ------------ | -------- | --------- |
|              | Chi tiết |           |

| Strasbourg | v        | Maccabi Haifa |
| ---------- | -------- | ------------- |
|            | Chi tiết |               |

| Maccabi Haifa | v        | Strasbourg |
| ------------- | -------- | ---------- |
|               | Chi tiết |            |

| Mladá Boleslav | v        | Ordabasy |
| -------------- | -------- | -------- |
|                | Chi tiết |          |

| Ordabasy | v        | Mladá Boleslav |
| -------- | -------- | -------------- |
|          | Chi tiết |                |

| Shamrock Rovers | v        | Apollon Limassol |
| --------------- | -------- | ---------------- |
|                 | Chi tiết |                  |

| Apollon Limassol | v        | Shamrock Rovers |
| ---------------- | -------- | --------------- |
|                  | Chi tiết |                 |

| AZ | v        | BK Häcken |
| -- | -------- | --------- |
|    | Chi tiết |           |

| BK Häcken | v        | AZ |
| --------- | -------- | -- |
|           | Chi tiết |    |

| Alashkert | v        | FCSB |
| --------- | -------- | ---- |
|           | Chi tiết |      |

| FCSB | v        | Alashkert |
| ---- | -------- | --------- |
|      | Chi tiết |           |

| Lokomotiv Plovdiv | v        | Spartak Trnava |
| ----------------- | -------- | -------------- |
|                   | Chi tiết |                |

| Spartak Trnava | v        | Lokomotiv Plovdiv |
| -------------- | -------- | ----------------- |
|                | Chi tiết |                   |

| Wolverhampton Wanderers | v        | Crusaders |
| ----------------------- | -------- | --------- |
|                         | Chi tiết |           |

| Crusaders | v        | Wolverhampton Wanderers |
| --------- | -------- | ----------------------- |
|           | Chi tiết |                         |

| Aris | v        | AEL Limassol |
| ---- | -------- | ------------ |
|      | Chi tiết |              |

| AEL Limassol | v        | Aris |
| ------------ | -------- | ---- |
|              | Chi tiết |      |

| Jeunesse Esch | v        | Vitória de Guimarães |
| ------------- | -------- | -------------------- |
|               | Chi tiết |                      |

| Vitória de Guimarães | v        | Jeunesse Esch |
| -------------------- | -------- | ------------- |
|                      | Chi tiết |               |

| Honvéd | v        | Universitatea Craiova |
| ------ | -------- | --------------------- |
|        | Chi tiết |                       |

| Universitatea Craiova | v        | Honvéd |
| --------------------- | -------- | ------ |
|                       | Chi tiết |        |

| Shakhtyor Soligorsk | v        | Esbjerg |
| ------------------- | -------- | ------- |
|                     | Chi tiết |         |

| Esbjerg | v        | Shakhtyor Soligorsk |
| ------- | -------- | ------------------- |
|         | Chi tiết |                     |

| Connah's Quay Nomads | v        | Partizan |
| -------------------- | -------- | -------- |
|                      | Chi tiết |          |

| Partizan | v        | Connah's Quay Nomads |
| -------- | -------- | -------------------- |
|          | Chi tiết |                      |

## Vòng loại thứ ba

### Tóm tắt
| Đội 1               | TTS | Đội 2               | Lượt đi | Lượt về |
| ------------------- | --- | ------------------- | ------- | ------- |
| Thắng trận match 1  | 1   | Thắng trận match 2  | 8 Aug   | 15 Aug  |
| Thắng trận match 22 | 2   | Thắng trận match 36 | 8 Aug   | 15 Aug  |
| Antwerp             | 3   | Losers of match 1   | 8 Aug   | 15 Aug  |
| Austria Wien        | 4   | Thắng trận match 28 | 8 Aug   | 15 Aug  |
| Feyenoord           | 5   | Thắng trận match 13 | 8 Aug   | 15 Aug  |
| Thắng trận match 11 | 6   | Braga               | 8 Aug   | 15 Aug  |
| Thắng trận match 17 | 7   | Thắng trận match 33 | 8 Aug   | 15 Aug  |
| Thắng trận match 31 | 8   | Thắng trận match 26 | 8 Aug   | 15 Aug  |
| Thun                | 9   | Spartak Moscow      | 8 Aug   | 15 Aug  |
| Thắng trận match 30 | 10  | Thắng trận match 27 | 8 Aug   | 15 Aug  |
| Thắng trận match 10 | 11  | Thắng trận match 32 | 8 Aug   | 15 Aug  |
| Midtjylland         | 12  | Thắng trận match 24 | 8 Aug   | 15 Aug  |
| Mariupol            | 13  | Thắng trận match 29 | 8 Aug   | 15 Aug  |
| Thắng trận match 7  | 14  | Thắng trận match 19 | 8 Aug   | 15 Aug  |
| Thắng trận match 8  | 15  | Thắng trận match 5  | 8 Aug   | 15 Aug  |
| Thắng trận match 6  | 16  | Losers of match 2   | 8 Aug   | 15 Aug  |
| Rijeka              | 17  | Thắng trận match 18 | 8 Aug   | 15 Aug  |
| Thắng trận match 25 | 18  | Thắng trận match 34 | 8 Aug   | 15 Aug  |
| Thắng trận match 12 | 19  | Thắng trận match 15 | 8 Aug   | 15 Aug  |
| Thắng trận match 37 | 20  | Thắng trận match 14 | 8 Aug   | 15 Aug  |
| Thắng trận match 16 | 21  | Thắng trận match 9  | 8 Aug   | 15 Aug  |
| Thắng trận match 21 | 22  | Thắng trận match 20 | 8 Aug   | 15 Aug  |
| Thắng trận match 3  | 23  | Bnei Yehuda         | 8 Aug   | 15 Aug  |
| Thắng trận match 23 | 24  | Thắng trận match 4  | 8 Aug   | 15 Aug  |
| Sparta Prague       | 25  | Trabzonspor         | 8 Aug   | 15 Aug  |
| Thắng trận match 35 | 26  | AEK Athens          | 8 Aug   | 15 Aug  |

### Các trận đấu
| Thắng trận match 1 | v | Thắng trận match 2 |
| ------------------ | - | ------------------ |
|                    |   |                    |

| Thắng trận match 2 | v | Thắng trận match 1 |
| ------------------ | - | ------------------ |
|                    |   |                    |

| Thắng trận match 22 | v | Thắng trận match 36 |
| ------------------- | - | ------------------- |
|                     |   |                     |

| Thắng trận match 36 | v | Thắng trận match 22 |
| ------------------- | - | ------------------- |
|                     |   |                     |

| Antwerp | v | Losers of match 1 |
| ------- | - | ----------------- |
|         |   |                   |

| Losers of match 1 | v | Antwerp |
| ----------------- | - | ------- |
|                   |   |         |

| Austria Wien | v | Thắng trận match 28 |
| ------------ | - | ------------------- |
|              |   |                     |

| Thắng trận match 28 | v | Austria Wien |
| ------------------- | - | ------------ |
|                     |   |              |

| Feyenoord | v | Thắng trận match 13 |
| --------- | - | ------------------- |
|           |   |                     |

| Thắng trận match 13 | v | Feyenoord |
| ------------------- | - | --------- |
|                     |   |           |

| Thắng trận match 11 | v | Braga |
| ------------------- | - | ----- |
|                     |   |       |

| Braga | v | Thắng trận match 11 |
| ----- | - | ------------------- |
|       |   |                     |

| Thắng trận match 17 | v | Thắng trận match 33 |
| ------------------- | - | ------------------- |
|                     |   |                     |

| Thắng trận match 33 | v | Thắng trận match 17 |
| ------------------- | - | ------------------- |
|                     |   |                     |

| Thắng trận match 31 | v | Thắng trận match 26 |
| ------------------- | - | ------------------- |
|                     |   |                     |

| Thắng trận match 26 | v | Thắng trận match 31 |
| ------------------- | - | ------------------- |
|                     |   |                     |

| Thun | v        | Spartak Moscow |
| ---- | -------- | -------------- |
|      | Chi tiết |                |

| Spartak Moscow | v        | Thun |
| -------------- | -------- | ---- |
|                | Chi tiết |      |

| Thắng trận match 30 | v | Thắng trận match 27 |
| ------------------- | - | ------------------- |
|                     |   |                     |

| Thắng trận match 27 | v | Thắng trận match 30 |
| ------------------- | - | ------------------- |
|                     |   |                     |

| Thắng trận match 10 | v | Thắng trận match 32 |
| ------------------- | - | ------------------- |
|                     |   |                     |

| Thắng trận match 32 | v | Thắng trận match 10 |
| ------------------- | - | ------------------- |
|                     |   |                     |

| Midtjylland | v | Thắng trận match 24 |
| ----------- | - | ------------------- |
|             |   |                     |

| Thắng trận match 24 | v | Midtjylland |
| ------------------- | - | ----------- |
|                     |   |             |

| Mariupol | v | Thắng trận match 29 |
| -------- | - | ------------------- |
|          |   |                     |

| Thắng trận match 29 | v | Mariupol |
| ------------------- | - | -------- |
|                     |   |          |

| Thắng trận match 7 | v | Thắng trận match 19 |
| ------------------ | - | ------------------- |
|                    |   |                     |

| Thắng trận match 19 | v | Thắng trận match 7 |
| ------------------- | - | ------------------ |
|                     |   |                    |

| Thắng trận match 8 | v | Thắng trận match 5 |
| ------------------ | - | ------------------ |
|                    |   |                    |

| Thắng trận match 5 | v | Thắng trận match 8 |
| ------------------ | - | ------------------ |
|                    |   |                    |

| Thắng trận match 6 | v | Losers of match 2 |
| ------------------ | - | ----------------- |
|                    |   |                   |

| Losers of match 2 | v | Thắng trận match 6 |
| ----------------- | - | ------------------ |
|                   |   |                    |

| Rijeka | v | Thắng trận match 18 |
| ------ | - | ------------------- |
|        |   |                     |

| Thắng trận match 18 | v | Rijeka |
| ------------------- | - | ------ |
|                     |   |        |

| Thắng trận match 25 | v | Thắng trận match 34 |
| ------------------- | - | ------------------- |
|                     |   |                     |

| Thắng trận match 34 | v | Thắng trận match 25 |
| ------------------- | - | ------------------- |
|                     |   |                     |

| Thắng trận match 12 | v | Thắng trận match 15 |
| ------------------- | - | ------------------- |
|                     |   |                     |

| Thắng trận match 15 | v | Thắng trận match 12 |
| ------------------- | - | ------------------- |
|                     |   |                     |

| Thắng trận match 37 | v | Thắng trận match 14 |
| ------------------- | - | ------------------- |
|                     |   |                     |

| Thắng trận match 14 | v | Thắng trận match 37 |
| ------------------- | - | ------------------- |
|                     |   |                     |

| Thắng trận match 16 | v | Thắng trận match 9 |
| ------------------- | - | ------------------ |
|                     |   |                    |

| Thắng trận match 9 | v | Thắng trận match 16 |
| ------------------ | - | ------------------- |
|                    |   |                     |

| Thắng trận match 21 | v | Thắng trận match 20 |
| ------------------- | - | ------------------- |
|                     |   |                     |

| Thắng trận match 20 | v | Thắng trận match 21 |
| ------------------- | - | ------------------- |
|                     |   |                     |

| Thắng trận match 3 | v | Bnei Yehuda |
| ------------------ | - | ----------- |
|                    |   |             |

| Bnei Yehuda | v | Thắng trận match 3 |
| ----------- | - | ------------------ |
|             |   |                    |

| Thắng trận match 23 | v | Thắng trận match 4 |
| ------------------- | - | ------------------ |
|                     |   |                    |

| Thắng trận match 4 | v | Thắng trận match 23 |
| ------------------ | - | ------------------- |
|                    |   |                     |

| Sparta Prague | v        | Trabzonspor |
| ------------- | -------- | ----------- |
|               | Chi tiết |             |

| Trabzonspor | v | Sparta Prague |
| ----------- | - | ------------- |
|             |   |               |

| Thắng trận match 35 | v | AEK Athens |
| ------------------- | - | ---------- |
|                     |   |            |

| AEK Athens | v | Thắng trận match 35 |
| ---------- | - | ------------------- |
|            |   |                     |